# Cratere Orlette
Orlette  è un cratere sulla superficie di Venere.